# Министерство промышленности Приднестровской Молдавской Республики
Министерство промышленности и регионального развития Приднестровской Молдавской Республики — являлся исполнительным органом государственной власти, осуществляющим выработку государственной политики и нормативно-правовое регулирование в сферах промышленности, транспорта, энергетики, энергосбережения, строительства, жилищно-коммунального хозяйства, инноваций, технического регулирования и обеспечения единства измерений.

## История
5 марта 1991 года образовано Управление промышленности и энергетики ПМР.
8 сентября 1992 года на основании Постановления Верховного Совета ПМР «О совершенствовании органов государственного управления ПМР» создано Министерство промышленности и энергетики ПМР. В структуре Министерства образовано 4 отдела — промышленности, энергетики, аппарат министерства и общий отдел.
В сентябре-декабре 1992 года идет комплектование штатов Министерства промышленности и энергетики. К ноябрю 1994 года к четырем существующим отделам добавляется отдел экономики и финансов. Затем в Министерстве появляется также служба охраны труда. В 1994 году вводится должность первого заместителя Министра.
В 1995-1996 годы один из самых сложных периодов развития промышленного потенциала ПМР. Падают объемы производства (почти на треть). Соответственно сокращается выработка электроэнергии. При постоянном росте стоимости сырья, материалов и энергоресурсов повышаются цены на готовую продукцию, что значительно затрудняет её сбыт.
В 1997-2000 годы Министерство промышленности и энергетики активно участвует в программе реструктуризации предприятий, проводившейся с целью их финансового оздоровления. В режиме реструктуризации работали 18 предприятий, подведомственных Министерству. Реструктуризация была для предприятий, пожалуй, единственным выходом из кризиса неплатежей, создавшегося в 1997 году. Она позволила предприятиям не только заморозить задолженность и получить налоговые льготы, но и дала толчок к их модернизации и развитию.
В августе 2000 года в связи с формированием Кабинета Министров Указом Президента Министерство промышленности и энергетики было преобразовано в Министерство промышленности. К Министерству присоединены Государственный комитет по строительству, Республиканское управление транспорта и дорожного хозяйства и Государственный комитет по стандартизации, сертификации и метрологии.
24 января 2012 года Указом президента ПМР Министерство промышленности реорганизовано путём разделения на:
Государственную службу транспорта и дорожного хозяйства,
Государственную службу энергетики и жилищно-коммунального хозяйства.

## Структура Министерства
- Руководство Министерства
- Главное управление по экономике и финансам
- Главное управление по промышленности и транспорту
- Главное управление по энергетике, строительству и жилищно-коммунальной политике
- Главное управление по кадровой политике и управлению делами
- Государственная служба по аккредитации и надзору в сфере транспорта.[1]

## Министры

### Министерство промышленности и энергетики
Образовано 8 сентября 1992 года, на базе управления промышленности и энергетики ПМР.
| № | ФИО                       | Должность | Дата назначения     | Дата освобождения   | Примечания                                                      |
| - | ------------------------- | --------- | ------------------- | ------------------- | --------------------------------------------------------------- |
| 1 | Синев, Виктор Григорьевич | Министр   | 8 сентября 1992 год | 8 декабря 1997 год  | переход на должность заместителя Председателя Правительства ПМР |
| 2 | Пелых, Василий Леонидович | Министр   | 8 декабря 1997 год  | 3 февраля 2000 год  |                                                                 |
| 3 | Ганин, Юрий Григорьевич   | Министр   | 3 февраля 2000 год  | 6 сентября 2000 год |                                                                 |

### Министерство промышленности
Образовано в августе 2000 года, на базе Министерства промышленности и энергетики ПМР.
| № | ФИО                       | Должность | Дата назначения     | Дата освобождения  | Примечания                                             |
| - | ------------------------- | --------- | ------------------- | ------------------ | ------------------------------------------------------ |
| 1 | Блашку, Анатолий Иванович | Министр   | 6 сентября 2000 год | 12 января 2007 год |                                                        |
| 2 | Степанов Пётр Петрович    | Министр   | 12 января 2007 год  | 18 января 2012 год | Указ Президента ПМР № 47 О Министре Промышленности ПМР |